# Pavetta rubentifolia
Pavetta rubentifolia är en måreväxtart som beskrevs av S.D.Manning. Pavetta rubentifolia ingår i släktet Pavetta och familjen måreväxter. IUCN kategoriserar arten globalt som akut hotad. Inga underarter finns listade i Catalogue of Life.